# آرچی اسکات براون
ویلیام آرچیبالد اسکات براون (انگلیسی: ‎William Archibald Scott Brown‎؛ زادهٔ ۱۳ مهٔ ۱۹۲۷ در پیزلی، رنفروشر، درگذشتهٔ ۱۹ مهٔ ۱۹۵۸ در هیوزی، لیژ) رانندهٔ مسابقات اتومبیل‌رانی فرمول یک اهل بریتانیا بود که در فصل ۱۹۵۶ در مجموع در یک گراند پری شرکت کرد، اما موفق به کسب هیچ امتیازی نشد.
اسکات براون در ۱۹ مهٔ ۱۹۵۸ بر اثر تصادف رانندگی در پیست اسپا-فرانکورشان در هیوزی، لیژ درگذشت.